# Schwedensäule (Racławice Śląskie)
Die Schwedensäule (polnisch Szwedzki Słup, tschechisch Švédský sloup) ist ein Denkmal auf dem Gebiet des Ortes Racławice Śląskie (Deutsch Rasselwitz) der Stadt- und Landgemeinde Oberglogau im Powiat Prudnicki in Polen. Sie erinnert an den Abzug der Schwedischen Armee während des Dreißigjährigen Krieges.

## Lage
Die Säule befindet sich in einem abgelegenen Terrain im westlichsten Zipfel der Gemarkung Racławice Śląskie, nur wenige Meter von der tschechischen Grenze und der Gemeindegrenze mit Lubrza entfernt. Knapp 200 Meter nördlich verläuft die Bahnstrecke Katowice–Legnica. Von der Woiwodschaftsstraße 417 führt zwischen Laskowice (Laßwitz) und Racławice Śląskie ein Feldweg nach Süden über die Bahntrasse zur Schwedensäule.
Umliegende Ortschaften sind Nowy Browiniec (Deutsch Probnitz) im Norden, Racławice Śląskie im Osten, Slezské Pavlovice (Deutsch Paulowitz) im Südwesten und Laskowice im Nordwesten.

## Beschreibung
Der 4,5 Meter, nach anderen Angaben 5 Meter hohe dreikantige Obelisk mit einem Umfang von 4,26 m wurde auf dem höchsten Punkt der Gegend (257 m n.p.m.) auf der damaligen Landesgrenze errichtet. Er steht auf einem 2,5 Meter hohen ringförmigen künstlich aufgeschütteten Hügel mit einem Umfang von 35 Metern. Auf jeder Seite der Säule sind zwei übereinander liegende Blindfensternischen eingelassen, in denen sich Bildnisse der Heiligen Dreifaltigkeit befanden.

## Geschichte
Die Schwedensäule wurde nach der Ortschronik von Deutsch Paulowitz 1633 durch den damaligen Besitzer des Lehngutes Deutsch Paulowitz, Johann Gottfried Kottulinsky von Kottulin zum Dank für den Abzug der schwedischen Truppen aus den Gütern des Bistums Olmütz errichtet. Kottulinsky soll den Legenden nach von schwedischen Soldaten misshandelt worden und nur knapp dem Tod entgangen sein.
Wegen fehlender Quellenangaben wird diese Überlieferung heute in Frage gestellt. Zu Beginn der 1630er Jahre zogen zwar schwedische Truppen durch die Gegend und verließen sie bald wieder; über die damaligen Geschehnisse und Kampfhandlungen ist nichts bekannt. 1642 fiel das Schwedische Heer erneut in Schlesien ein, im Jahr darauf ließ der schwedische Feldherr General Torstensson bei Laßwitz ein Heerlager errichten. Zu dieser Zeit waren jedoch die Freiherren Kottulinsky nicht mehr Besitzer des Gutes Deutsch Paulowitz, 1641 wurde Sebald von Vierbaum damit belehnt.
Aus historischen Quellen ergeben sich zudem widersprüchliche Angaben zu Johann Gottfried Kottulinsky, über den insgesamt wenig bekannt ist. Zum einen wird der Gutsherr von Deutsch Paulowitz als eifriger Katholik beschrieben, andererseits wird er als glühender Protestant bezeichnet, der mit der Einsetzung eines evangelischen Pfarrers in Deutsch Rasselwitz Streitigkeiten mit den Katholiken auslöste. Sollte es sich dabei um dieselbe Person handeln, ist es unwahrscheinlich, dass Kottulinsky die Schwedensäule errichten ließ.
Als Standort der Säule wurde ein erhöhter Platz an der nördlichen Gemarkungsgrenze des mährischen Lehngutes Deutsch Paulowitz, unmittelbar auf der Grenze zwischen der Markgrafschaft Mähren und dem Herzogtum Oppeln ausgewählt. Um diesen Platz rankt sich die Legende, wonach der künstliche Hügel unter der Säule das Grab eines schwedischen Offiziers sein soll.
Es bestehen aber auch Vermutungen, wonach der Hügel wesentlich älter ist und die Säule auf den Resten einer Motte oder prähistorischen Schanze errichtet wurde.
Nach dem Ersten Schlesischen Krieg stand die Säule auf der 1742 neu gezogenen preußisch-österreichischen Grenze. In der Mitte des 18. Jahrhunderts – während der Schlesischen Kriege – wurden die Nischenbilder entfernt.
Im Laufe der Zeit änderten sich die Grenzverhältnisse: ab 1918 verlief hier die Grenze zwischen der Tschechoslowakei und dem Deutsche Reich, ab 1945 die polnisch-tschechoslowakische Grenze. Im Zuge einer 1958 beschlossenen Grenzbereinigung zwischen Polen und der Tschechoslowakei wurde die Staatsgrenze bei Slezské Pavlovice begradigt. Seit 1959 steht die Schwedensäule nun einige Meter nördlich der neuen Grenzlinie auf der Gemarkung von Racławice Śląskie.
Die Säule wurde 2001 anlässlich der Feierlichkeiten Sobótka 2001 renoviert. In 2,10 Meter Höhe ließ die Pfarrei Racławice Śląskie eine dreisprachige Gedenktafel anbringen.
Neben der Schwedensäule wurde 2012 ein Rastplatz mit Schutzhütte angelegt. Nachdem festgestellt worden war, dass die Schutzhütte 15 cm über die Grenzlinie hinaus ragte, wurde sie wieder abgerissen.